# Final Resolution (2009)
Pour les articles homonymes, voir Final Resolution.
TNA Final Resolution 2009 est une manifestation de catch télédiffusée uniquement en paiement à la séance et produite par la Total Nonstop Action Wrestling (TNA). Il s'est déroulé le 20 décembre 2009 au TNA Impact! Zone à Orlando en Floride. Ce fut le sixième TNA Final Resolution.

## Contexte
Les spectacles de la TNA en paiement à la séance sont constitués de matchs aux résultats prédéterminés par les scénaristes de la TNA, justifiés par des rivalités ou qualifications survenues dans l'émission de la TNA : TNA Impact!.

## Matches
| # | Matches                                                                 | Stipulations                                                                                           | Enjeux                                                                        |
| - | ----------------------------------------------------------------------- | --- | ----------------------------------------------------------------------------- |
| 1 | A.J. Styles (c) vs. Daniels                                             | Match simple                                                                                           | TNA World Heavyweight Championship                                            |
| 2 | ODB (c) vs. Tara                                                        | Match simple                                                                                           | TNA Women's Knockout Championship                                             |
| 3 | Desmond Wolfe vs. Kurt Angle                                            | Match Three degrees of pain : Un match avec tombé, un match de soumission, un six sides of steel match |                                                                               |
| 4 | Scott Steiner vs. Bobby Lashley                                         | Last Man Standing match                                                                                |                                                                               |
| 5 | Team 3D, Rhino et Jesse Neal vs. Matt Morgan, Hernandez, Pope et Sucide | Elimination Tag Team match                                                                             |                                                                               |
| 6 | British Invasion vs Motor City Machine Guns                             | Tag Team match                                                                                         | TNA World Tag Team Championship                                               |
| 7 | Feast ou Fired match                                                    | Bataille royale Feast or Fired                                                                         | 4 mallettes avec des matches de championnat et une exclusion de la fédération |
| 8 | Raven & Dr. Stevie vs Mick Foley & Abyss                                | Tag Team Grudge match                                                                                  |                                                                               |

### Résultats
- Bristish Invasion battent The Motor City Machine Guns pour conserver le TNA World Tag Team Championship (11:47)
  - British Invasion ont appliqué un Powerbomb avec un Springboard Eurpoean Uppercut sur Alex Shelley pour le tombé
- Tara bat ODB pour le TNA Women's Knockout Championship (5:39)
  - Tara a fait un roll-up en contrant un TKO pour l'emporter
- Feast or Fired match (11:00)
  - Participants : Jay Lethal contre Consequences Creed contre Cody Deaner contre Robert Roode contre James Storm contre Eric Young contre Kiyoshi contre Homicide contre Kevin Nash contre Sheik Abdul Bashir contre Rob Terry contre Samoa Joe
  - Gagnants des mallettes
    - Sheik Abdul Bashir décroche la valise no 2 qui contenait le renvoi de la fédération
    - Rob Terry décroche la valise no 4 qui lui offre un match pour le TNA X Division Championship
    - Kevin Nash décroche la valise no 1 qui lui offre un match pour les TNA World Tag Team Championship
    - Samoa Joe décroche la valise no 3 qui lui offre un match pour le TNA World Heavyweight Championship
- Matt Morgan, Suicide, The Pope D'Angelo Dinero et Hernandez battent Brother Ray, Brother Devon, Rhino et Jesse Neal (16:30)
  - Rhino a été éliminé par Hernandez sur le Border Tross
  - Hernandez a été éliminé par disqualification car il avait frappé Jesse Neal avec une chaise et il lui avait la chaise autour de la tête
  - Jesse Neal a été éliminé par K.O. après l'attaque d'Hernandez avec la chaise
  - Suicide a été éliminé par Brother Ray après un 3D
  - D'Angelo Dinero a été éliminé par Brother Ray après un 3D
  - Brother Devon a été éliminé par Matt Morgan après un Carbon Footprint
  - Brothr Ray a été éliminé par Matt Morgan après un Carbon Footprint sur une chaise
- Bobby Lashley (/Kristall) bat Scott Steiner par compte de 10 dans un Last Man Standing match (9:13)
  - Steiner ne s'est pas relevé avant le compte de 10 après un Spear et un coup de barre métallique de Lashley
- Abyss & Mick Foley battent Raven et Dr. Stevie dans un Tag Team Grudge match (9:31)
  - À l'origine, ce match devait être un match par équipe classique. Avant le match, Foley annonce que ce match sera à ses règles
  - Abyss porte un Black Hole Slam sur Raven pour la victoire
- Kurt Angle bat Desmond Wolfe dans un Three Degrees of Pain match (26:14)
  - Desmond Wolfe a remporté le match par tombé après un Tower of London
  - Kurt Angle a fait abandonner Desmond Wolfe avec son Ankle Lock
  - Kurt Angle est sorti de la cage par-dessus avant Desmond Wolfe qui est sorti par la porte
- AJ Styles bat Daniels pour conserver le TNA World Heavyweight Championship (21:02)
  - AJ Styles a fait le tombé sur Daniels après un Super Styles Clash